# Mảng Caribe

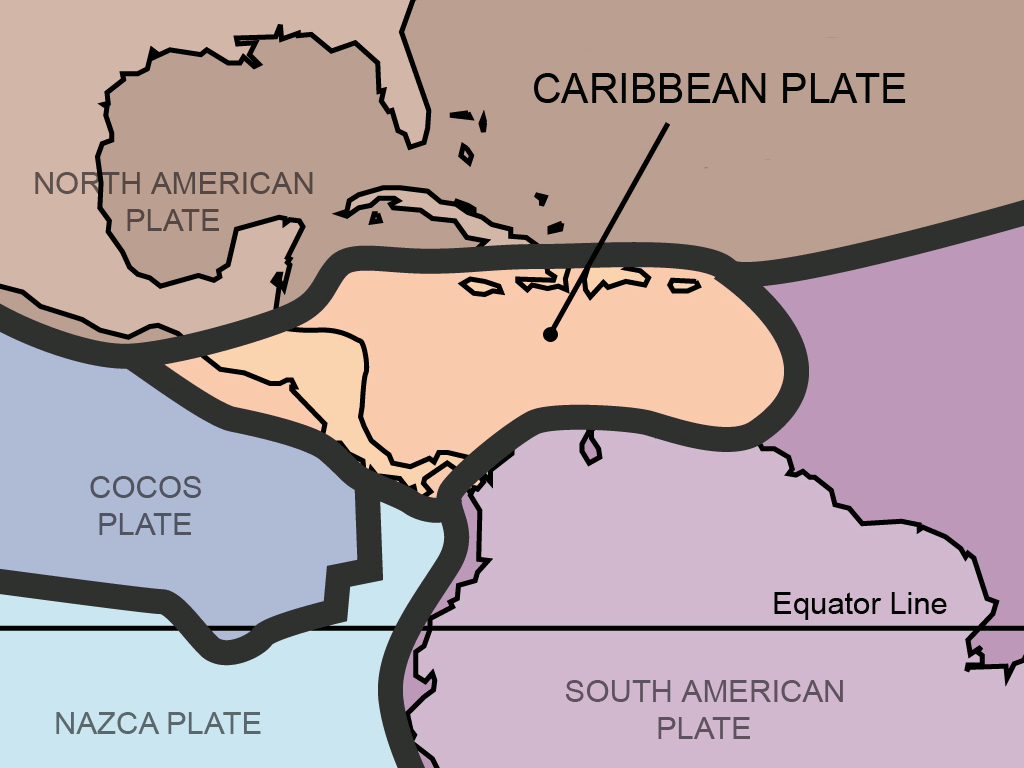
Các chi tiết về các mảng kiến tạo từ: bản đồ các mảng kiến tạo trên thế giới.

Mảng Caribe chủ yếu là một mảng kiến tạo đại dương nằm dưới Trung Mỹ và biển Caribe ngoài khơi phía bắc vùng duyên hải của Nam Mỹ.
Mảng này có diện tích khoảng 3,2 triệu km² (1,2 triệu dặm vuông Anh), có ranh giới với mảng Bắc Mỹ, mảng Nam Mỹ, mảng Nazca và mảng Cocos. Các vùng biên giới này là các khu vực có hoạt động địa chấn mạnh, bao gồm các trận động đất thường xuyên xảy ra và các trận sóng thần cũng như phun trào núi lửa hiếm xảy ra hơn.

## Các kiểu ranh giới
Ranh giới phía bắc với mảng Bắc Mỹ là một ranh giới biến dạng hay phay ngang chạy từ vùng biên giới của Belize, Guatemala, Honduras tại Trung Mỹ về phía đông qua rãnh Cayman ở phía nam của vùng duyên hải đông nam Cuba, ngay phía bắc Hispaniola, Puerto Rico, quần đảo Virgin. Một phần của rãnh Puerto Rico, phần sâu nhất của Đại Tây Dương (khoảng 8.400 m), nằm dọc theo ranh giới này. Rãnh Puerto Rico là sự chuyển tiếp phức tạp từ ranh giới chìm lún ở phía nam và ranh giới biến dạng ở phía tây.
Ranh giới phía đông là một đới ẩn chìm, nhưng do ranh giới giữa mảng Bắc Mỹ và mảng Nam Mỹ trong lòng Đại Tây Dương vẫn chưa được định nghĩa rõ ràng, nên một điều không rõ là mảng nào (hay cả hai) đang chìm xuống phía dưới mảng Caribe. Sự chìm lún này tạo thành một vòng cung đảo núi lửa bao gồm Tiểu Antilles từ quần đảo Virgin ở phía bắc tới các đảo ngoài khơi Venezuela ở phía nam. Ranh giới này có 17 núi lửa còn hoạt động, đáng chú ý nhất có Soufriere Hills trên Montserrat, núi Pelée trên Martinique, La Grande Soufrière trên Guadeloupe, Soufrière Saint Vincent trên đảo Saint Vincent và núi lửa ngầm Kick-'em-Jenny nằm khoảng 10 km về phía bắc Grenada. 
Dọc theo ranh giới phía nam phức tạp về mặt địa chất thì mảng Caribe tương tác với mảng Nam Mỹ tạo ra Barbados, Trinidad (cả hai đều nằm trên mảng Nam Mỹ) và Tobago (trên mảng Caribe), và các đảo ngoài khơi Venezuela (bao gồm cả Leeward Antilles) và Colombia. Ranh giới này một phần là kết quả của phay biến dạng dọc theo phay nghịch chờm và một số sự ẩn chìm. Các mỏ dầu mỏ dồi dào của Venezuela có thể là kết quả của các tương tác mảng phức tạp này.
Phần phía tây của mảng là Trung Mỹ. Mảng Cocos nằm trong Thái Bình Dương đang chìm lún xuống phía dưới mảng Caribe, chỉ ngay ngoài khơi vùng duyên hải phía tây Trung Mỹ. Sự ẩn chìm này tạo ra các núi lửa thuộc Guatemala, El Salvador, Nicaragua, Costa Rica, được biết đến như là vòng cung núi lửa Trung Mỹ.